# Schweizerisches Burgenarchiv
Unter dem Namen Schweizerisches Burgenarchiv führte der Verein Burgenfreunde beider Basel eine Dokumentationsstelle mit Materialien zum Thema Burgen. Der Mitte der 1990er Jahre abgeschlossene Bestand des Archivs wurde als Depositum ins Staatsarchiv Basel-Landschaft überführt. Die burgenkundliche Bibliothek befindet sich in der Kantonsbibliothek Baselland.

## Ziele und Leitung
Das Schweizerische Burgenarchiv war eine Dokumentationsstelle für die Burgenkunde mit Planarchiv, Zeitungsartikeldokumentation und Bildersammlungen, z. T. aus Vorbesitz bekannter Burgenkundler. Die Sammeltätigkeit ist abgeschlossen. Die Verantwortung für alle Tätigkeiten des Schweizerischen Burgenarchivs oblag der Archivkommission der Burgenfreunde beider Basel.

## Bestände

### Sammlung Eugen Dietschi-Kunz
Eugen Dietschi-Kunz legte eine umfassende Dokumentation zum Thema Burgenkunde an. Er konzentrierte sich schwerpunktmässig auf die Burgenkunde und Burgenbewegung im Bereich der Schweiz, doch sind auch das Mittelalter allgemein, Volkskunde und Regionalgeschichte mit berücksichtigt. Seine Sammlung ist in 34 Archivschachteln abgelegt und umfasst Artikel aus Zeitschriften, Zeitungen und anderen Quellen. Die Dokumente decken einen Zeitraum von 1890 bis 1951 ab.

### Sammlung C. H. Baer
Casimir Hermann Baer (2. November 1870 bis 29. Dezember 1942) war Architekt und promovierter Kunsthistoriker. Während seiner Reisen durch Süddeutschland und die Schweiz füllte er sechs Skizzenbücher (je etwa 40 Seiten) mit Bildern von Burgen und Schlössern, sakralen und anderen historisch wertvollen Bauten in Gesamtansichten und Detailzeichnungen. Er signierte seine Publikationen meist mit «C. H. Baer».

### Sammlung Eugen Probst
Der Gründer des Schweizerischen Burgenvereins, Eugen Probst (14. Dezember 1873 bis 15. August 1970), vermachte 1960 dem Schweizerischen Burgenarchiv seine Privatsammlung von über 5000 Objekten. Fotos, Pläne, Zeichnungen, Zeitungs- und Zeitschriftenaufsätze stellen den Hauptteil der Sammlung dar, die die Arbeit dieses Burgenforschers und -wiederaufbauers (z. B. Burg Rotberg, Reichenstein) dokumentiert.

### Sammlung Max Alioth
Aus dem Nachlass des Architekten, Architekturzeichners und Malers Max Alioth (6. August 1883 bis 30. September 1968) wurden dem Schweizerischen Burgenarchiv Burgenpläne in Form von Heliographien, Bleistift-, Rötel- und Tuschezeichnungen übergeben. Andere Nachlassteile gelangten an das Kulturarchiv Oberengadin in Samedan, die ETH Zürich (ETH) in Zürich und den Schweizerischen Burgenverein.

### Sammlung Werner Meyer
Schon seit seiner Jugendzeit faszinierten Burgen und Schlösser Professor Werner Meyer – den Burgen-Meyer. Das Schweizerische Burgenarchiv hütet rund neunzig Pläne und Zeichnungen Meyers aus seiner frühen Zeit (1950er Jahre) im Bereich der Schweiz und den angrenzenden Regionen Südbaden und Elsass.

### Sammlung Friedrich Oegger
Von Oberst Friedrich Oegger-Merz (gestorben 1925) wurde eine schweizweite Sammlung alter Burgenbilder mit Kurzbeschreibung der Burgen zusammengetragen. Die Sammlung enthält auch eigenhändige Zeichnungen.

### Burgenmodelle
Zum Schweizerischen Burgenarchiv gehören Burgenmodelle. Sie stehen noch am ursprünglichen Standort, dem Vereinslokal der Burgenfreunde beider Basel. Die Modelle stammen von Alfred Peter, der sie nach Zeichnungen von Emanuel Büchel baute:
- Schloss Angenstein, Massstab 1: 200, Zustand anno 1730, gebaut 1951
- Schloss Münchenstein, Massstab 1: 200, Zustand anno 1740, gebaut 1952
- Schloss Pfeffingen, Massstab 1: 200, Zustand ca. 1700, gebaut 1949
- Schloss Pratteln, Zustand anno 1735, gebaut 1951

### Burgenkundliche Bibliothek
Bis Mitte der 1990er Jahre wurden über 2800 burgenkundliche Bücher gesammelt. Sie sind seit 1999 in der Kantonsbibliothek Baselland in Liestal untergebracht.

## Geschichte
An der Jahresversammlung 1943 der Burgenfreunde beider Basel stellte der Oltner Drucker Eugen Dietschi-Kunz die Idee eines Schweizerischen Burgenarchivs vor und bot als Grundstock seine eigene burgenkundliche Dokumentation an. Die Burgenfreunde versuchten vergeblich, die Schenkung im Staatsarchiv Basel-Stadt oder in der Universitätsbibliothek Basel unterzubringen. Die Sammlung wurde deshalb zunächst im Kleinen Klingental, später in einer Privatwohnung untergebracht.
Anfangs 1951, in seinem Todesjahr, nahm Eugen Dietschi-Kunz die Initiative wieder auf und rief die Burgenfreunde beider Basel dazu auf, den Aufbau des Schweizerischen Burgenarchivs voranzutreiben. Die Sammlung von Eugen Dietschi-Kunz wurde ergänzt durch Materialien anderer Burgenkundler und durch die Bibliothek der Burgenfreunde. Für die Aufbewahrung, Erschliessung und Vermittlung -- mit viel Fronarbeit -- konnten von der staatlichen Liegenschaftsverwaltung Räumlichkeiten am Stapfelberg 4 in Basel gemietet werden.
Die Sammeltätigkeit wurde Mitte der 90er Jahre eingestellt. Die Nachfrage hatte im Zeitalter des Internets abgenommen, und der Bestand war so angewachsen, dass nach professionellen Lösungen gesucht werden musste. Nach einem Beschluss der Mitgliederversammlung der Burgenfreunde wurde das Archiv Ende 2011 als Depositum an das Staatsarchiv des Kantons Basel-Landschaft in Liestal übergeben. Damit sind die langfristige sachgerechte Aufbewahrung und die einfache Benutzung für eine breite Öffentlichkeit gewährleistet.

## Erschliessung
Seit der Gründung des Schweizerischen Burgenarchivs wurden die Medien nach Materialart in einfachen Systematiken abgelegt. In den ersten Jahren des 21. Jahrhunderts erstellte der damalige Vizepräsident Christoph Matt digitale Inventare der wichtigsten Sammlungsteile. Diese Verzeichnisse sind inzwischen online abrufbar.

## Benutzung
- Die Benutzung des Schweizerischen Burgenarchivs erfolgt im Staatsarchiv in Liestal unter PA Privatarchive, Signatur PA 6371.[1]
- Der Zugriff auf die burgenkundliche Bibliothek erfolgt über den elektronischen Katalog der Kantonsbibliothek Baselland.